# Brewster (condado de Barnstable, Massachusetts)
Brewster é um lugar designado pelo censo localizado no condado de Barnstable no estado estadounidense de Massachusetts. No Censo de 2010 tinha uma população de 2.000 habitantes e uma densidade populacional de 196,44 pessoas por km².

## Geografia
Brewster encontra-se localizado nas coordenadas 41° 45′ 39″ N, 70° 04′ 13″ O. Segundo a Departamento do Censo dos Estados Unidos, Brewster tem uma superfície total de 10.18 km², da qual 10.03 km² correspondem a terra firme e (1.48%) 0.15 km² é água.

## Demografia
Segundo o censo de 2010, tinha 2.000 pessoas residindo em Brewster. A densidade populacional era de 196,44 hab./km². Dos 2.000 habitantes, Brewster estava composto pelo 96.8% brancos, o 0.4% eram afroamericanos, o 0.25% eram amerindios, o 1.5% eram asiáticos, o 0% eram insulares do Pacífico, o 0.35% eram de outras raças e o 0.7% pertenciam a duas ou mais raças. Do total da população o 1.2% eram hispanos ou latinos de qualquer raça.